# Peilschiff

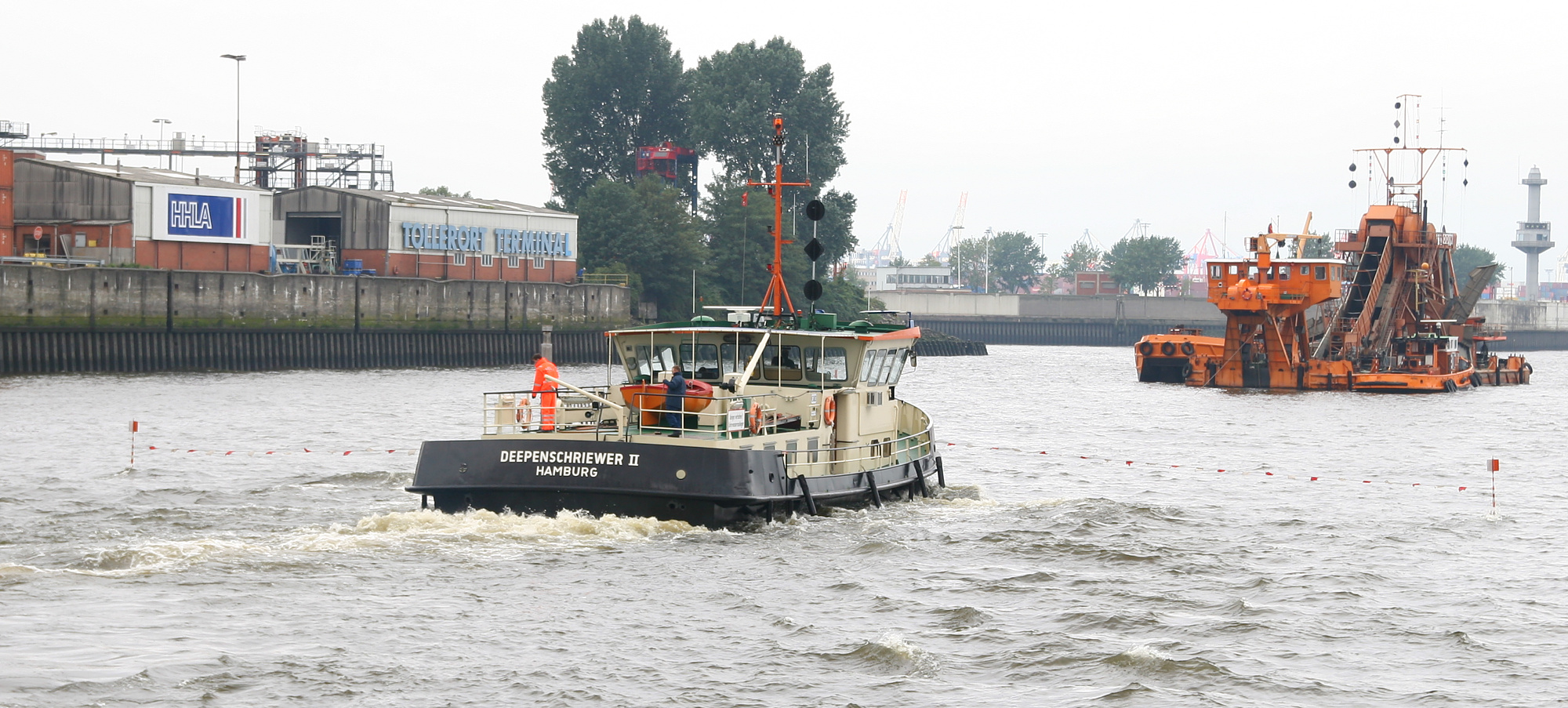
Peilschiff Deepenschriewer II (plattd. für Tiefenschreiber) im Hafen Hamburg

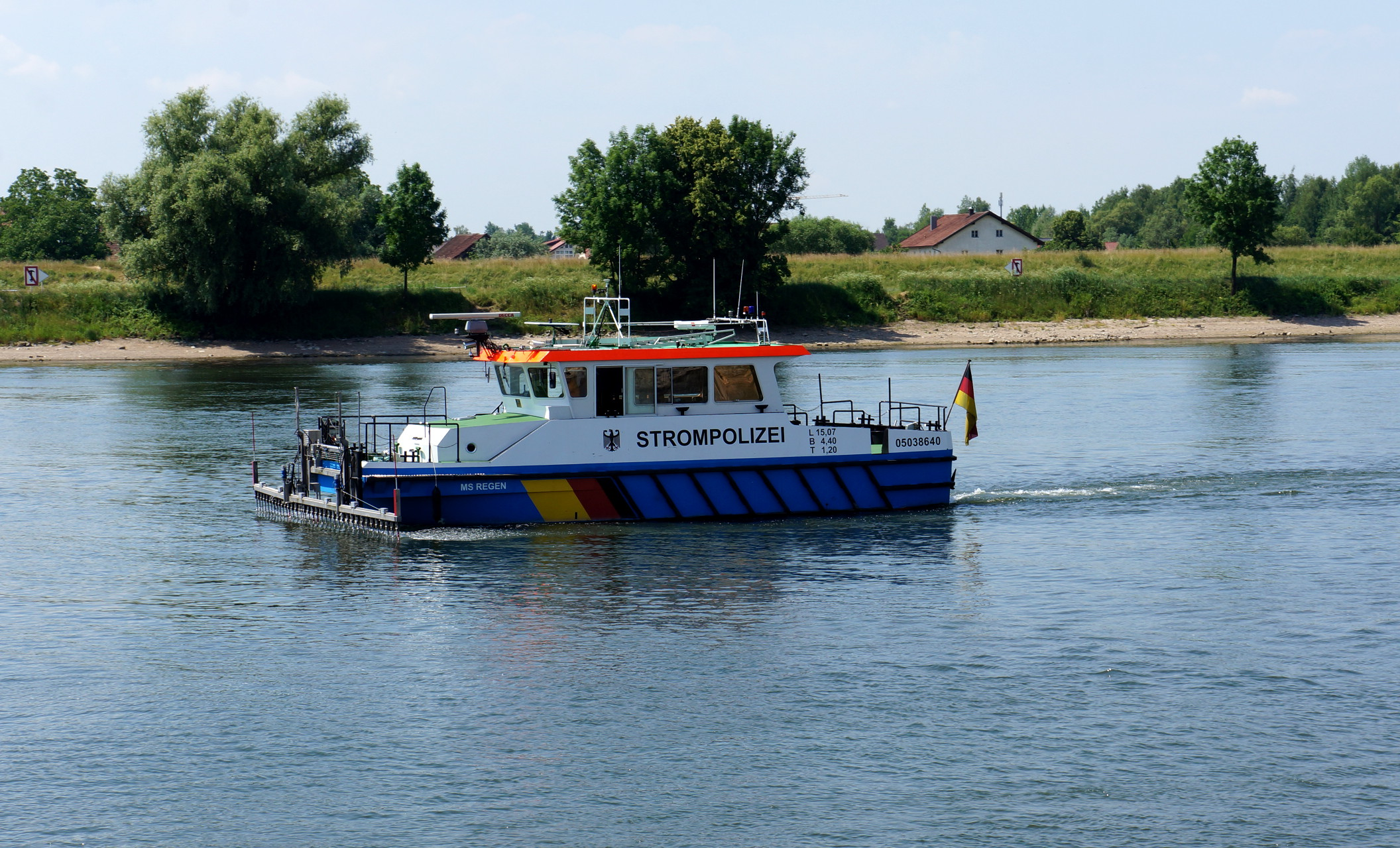
Peilschiff Regen auf der Donau bei Vermessungen

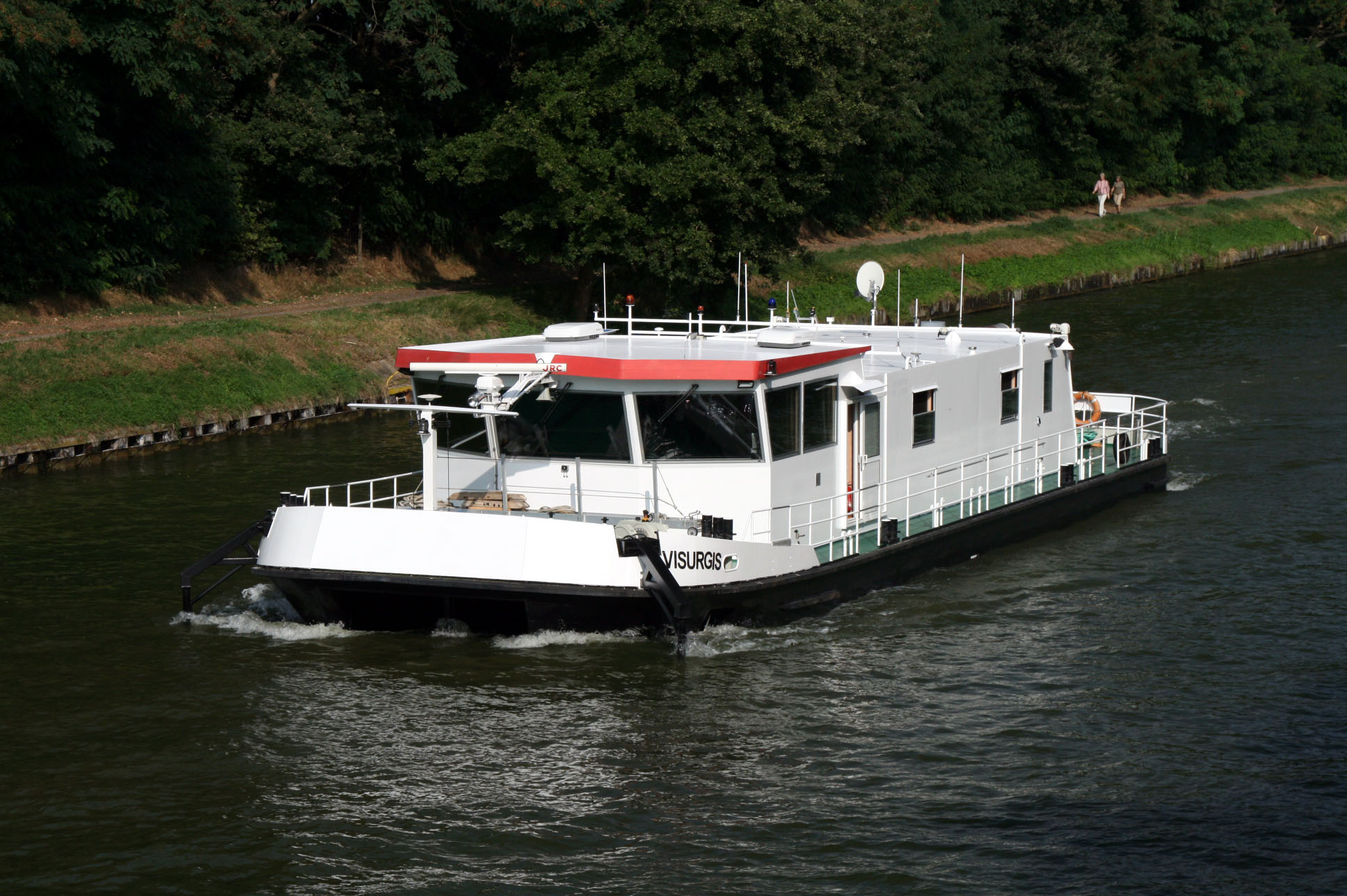
Peilschiff Visurgis (lat. für Weser), ENI 05041460, des WSA Minden

Ein Peilschiff ist ein Arbeitsschiff, das zur Vermessung von Wassertiefen verwendet wird. Dabei wird die Tiefe des Gewässers flächenmäßig durch Echolot erfasst und kartografiert.

## Aufgabe
Da Untiefen für die Schifffahrt ein beträchtliches Risiko darstellen, muss die Topografie flacher Fahrwasser (z. B. Flüsse) regelmäßig kontrolliert werden. Dazu werden mit Peilschiffen dreidimensionale Karten des Gewässerbodens erstellt, um gegebenenfalls auf hydromorphologische Veränderungen rechtzeitig reagieren zu können.

## Beispiele für ehemalige und aktive Peilschiffe
- ehemaliges Peilschiff Schaarhörn der Baudeputation des Senats der Freien und Hansestadt Hamburg
- ehemaliges Peilschiff Greif des damaligen Wasser- und Schifffahrtsamtes Cuxhaven
- ehemaliges Peilschiff Bingerbrück des damaligen Wasser- und Schifffahrtsamtes Köln
- Peilschiff Laber des Wasserstraßen- und Schifffahrtsamtes Donau MDK
- Peilschiff Visurgis des Wasserstraßen- und Schifffahrtsamtes Mittellandkanal / Elbe-Seitenkanal
- Peilschiff Mercator des Wasserstraßen- und Schifffahrtsamtes Rhein